# Aldo Canti
Aldo Canti (művésznevén Nick Jordan vagy Aldo Kant) (Róma, 1941. május 16. – Róma, 1990. január 21.) olasz kaszkadőr, akrobata és színész. Ismert a Sabata c. spagettiwestern trilógiából, ahol Lee van Cleef volt a partnere.

## Élete
Canti kivételes fizikumú férfinak számított, sőt családjában más tagjai is rendelkeztek ilyen adottságokkal. Dolgozott kőfejtőkben és agyagbányákban, majd pedig a cirkuszhoz szerződött, akárcsak valamennyi testvére. Rendkívül látványos és nagyon egyedülálló ugrásokra, szaltókra és levegőben történő megperdülésekre volt képes, amiket gyakran igen nagy magasságokból hajtott végre.
Már 1961-től szerepelt filmekben statisztaként, kaszkadőrként, illetve rövid mellékszerepek elejéig színészként is. Először pemplum (saru és kard) filmekben tűnt fel, azután bűnügyi filmekben, makaróniwesternekben és vígjátékokban. Legismertebb szerepe a Lee Van Cleeffel készült két Sabata-filmben, a Hé, barátom, itt van Sabata! (1969) és a Sabata visszatér (1971) c. westernekben volt.

## Halála
Canti szerencsejátékfüggő volt és gyakran látogatott illegálisan működtetett titkos játékbarlangokat. Ennek során adósságai keletkeztek részben alvilági személyek felé. Vélhetően egy ilyen adósság végett gyilkolták meg 1990. január 21-ről január 22-re, virradóra. Holttestét lőtt sebbel a fején a Villa Borghese mellett fedezték fel. A gyilkosokat a mai napig nem tudták sem azonosítani, sem kézre keríteni.

## Fontosabb filmjei
- Az utolsó gladiátor (1964)
- Tíz gladiátor győzelme (1964)
- Hé, barátom, itt van Sabata! (1969)
- Sabata visszatér (1971)
- Szombat esti máz (1979)